# Affaire Executive Life
L'affaire Executive Life concerne Executive Life Insurance Company, la plus grosse compagnie d'assurance-vie de Californie, aux États-Unis, au moment où elle fit faillite en avril 1991, à cause de ses investissements en obligations risquées (junk bonds). À cette époque, c'est la plus grosse faillite d'une compagnie d'assurance.
Le Crédit lyonnais, alors banque publique française, a contourné la loi américaine en rachetant cette société via une société écran offshore et l'affaire qui a suivi a coûté 750 millions de dollars d'amende à l'État français qui a couvert les dettes du Crédit lyonnais après la faillite de cette banque.

## L'affaire
Après que l'État de Californie a pris le contrôle d'Executive Life, il vend en novembre 1991 le portefeuille de produits financiers toxiques à Altus Finance, une filiale du Crédit lyonnais, pour un montant de 3,25 milliards de dollars,,.
Or, en vertu de la loi américaine du Glass-Steagall Act qui interdit aux banques de posséder des compagnies d'assurance, le Crédit Lyonnais organise un montage avec différents investisseurs, pour créer une société écran nommée Aurora National Life Assurance Co.
En juillet 1998, l'homme d'affaires français François  Marland, dénonce de manière anonyme le montage au California Insurance Department, en précisant que le Crédit Lyonnais est le propriétaire effectif d'Executive Life, et qu'il prend toutes les décisions via des accords secrets. Un temps soupçonné, l'homme d'affaires Alain Mallart, devra se justifier de ne pas être le délateur, jusqu’à ce que François Marland se dénonce dans la presse en 2004. 
Au début 1999, le California Insurance Department intente un procès au Crédit Lyonnais et aux autres parties prenantes ; il leur demande deux milliards de dollars de dommages et intérêts.
En 2003, le Crédit lyonnais, le Consortium de réalisation (CDR), structure qui a repris les dettes du Crédit Lyonnais en faillite, et ses partenaires, acceptent de payer 771 millions de dollars pour les faux rapports remis aux autorités de contrôles pour l'acquisition de produits toxiques et de la compagnie d'assurance (dont 600 millions de dollars pour le CDR).
Mais l'année suivante les tentations de médiations civiles échoueront et en 2005 lors du procès civil le Crédit lyonnais et le CDR accepteront un accord amiable de 700 millions de dollars.
Jean-François Hénin qui a reconnu avoir menti a été condamné à payer 1 million de dollars d'amende.
En 2011, Le Crédit lyonnais et le Consortium de réalisation (CDR) acceptent de payer 150 millions de dollars d'indemnités à l'assureur américain AIG.
Artémis, holding de François Pinault est jugé coupable de  «fausses déclarations intentionnelles», de «dissimulation» et de «conspiration», et est condamné en 2005 par la justice américaine à payer 241 millions de dollars d'amende pour enrichissement indu et 700 millions de dollars d'indemnités. Les indemnités de  700 millions sont annulées la même année pour vice de forme. La condamnation pour enrichissement sans cause est annulée en appel en 2008, seule restant à charge une indemnité irréversible de 110 millions de dollars. Le volet de l'indemnisation est renvoyé à un jury populaire qui exempte Artémis d'indemnisation en 2012.